# Paul Stäckel
Paul Gustav Samuel Stäckel (20 août 1862, Berlin - 12 décembre 1919, Heidelberg) est un mathématicien allemand, actif dans les domaines de la géométrie différentielle, de la théorie des nombres et de la géométrie non euclidienne. 
Dans le domaine de la théorie des nombres premiers, il a utilisé pour la première fois le terme premier jumeau (dans sa forme allemande, Primzahlzwilling).